# FC Jazz Pori
El FC Jazz Pori és un club de futbol finlandès de la ciutat de Pori.

## Història
El club es fundà l'any 1934 amb el nom de Porin Pallotoverit (PPT). L'any 1991 adoptà el nom de FC Jazz. El 31 de gener de 2005 es va dissoldre per problemes econòmics, tot i que encara existeix el FC Jazz Juniorit, en categoria júnior.

## Palmarès
- Lliga finlandesa de futbol (2):
  - 1993, 1996

## Futbolistes destacats
- Antti Sumiala
- Peter Kopteff
- Luiz Antônio
- Rodrigo Martins Vaz
- Victor Hugo Merino Dubon
- Jarmo Alatensiö
- Miika Juntunen
- Juha Riippa
- Piracaia Goncalves
- Vesa Rantanen
- Lasse Karjalainen
- Rami Nieminen
- Risto Koskikangas
- Tommi Koivistoinen
- Hector Takayama
- Toni Kallio